# Jesús Maria Sahún i Castet
Jesús Maria Sahún i Castet   (Sants, 1968) també conegut com Joni Sahún, Joni Destruye o Joni D., és un músic, mànager i escriptor català resident a Vallvidriera. És, des de 2004, editor del segell discogràfic independent Kasba Music.
Abans va ser músic de grups com Anti/Dogmatikss, Monstruación, Juanito Piquete y los Mataesquiroles i Pixamandúrries, mentre que paral·lelament editava fanzins anarcopunks com el memorable NDF, sigles de Niños drogados por Frank Sinatra. El 1985, va ser el delegat sindical més jove de l'Estat espanyol quan treballava de missatger, amb 17 anys, per la Confederació Nacional del Treball. Va aconseguir que l'acomiadessin i amb la indemnització, als 18 anys, va muntar un taller de serigrafia. Del 1986 al 1996 va fer samarretes, i des del 1996 ha fet management.

## Biografia
El seu primer contacte amb la música va ser a través del seu germà Ferran, després vingueren el concert de Ramones a Barcelona el 1980, en el marc de La Festa del Treball que organitzava el Partit Socialista Unificat de Catalunya, i el descobriment de Ràdio Pica, els fanzins musicals i el moviment punk. Al cap de tres mesos, amb 14 anys, edità el seu primer fanzín, Barna Rock, del qual s'editaren tres números i en els quals es parlava una mica de tot, des de Brighton 64 i Último Resorte a Loquillo. Més tard, va treure el fanzín Melodías destruktoras, que ja era un fanzín 100% punk, a través del qual va fer amistat amb grups com Kangrena, Código Neurótico, Shit S.A. o L'Odi Social. També amb el seu germà gran Ferran va crear Anarchy Records amb què van publicar la primera maqueta de Desechables i el primer senzill de Kangrena.
Un concert del grup estatunidenc MDC va obrir-li la porta al hardcore punk i a la consciència política i, el desembre de 1984, amb 16 anys, va protagonitzar amb un col·lectiu de persones la que es considera la primera experiència d'okupació reivindicativa i mediàtica a l'Estat espanyol, un ambulatori que portava divuit anys en desús, al carrer del Torrent de l'Olla número 18 del barri de Gràcia, per a convertir-lo en un centre cultural i local d'assaig. En menys de dues hores va arribar la policia espanyola amb furgons, va estampar els vehicles contra la porta, va carregar contra tothom i va identificar i detenir els que estaven a dins. La seva iniciativa va tenir tant de ressò que l'endemà van ser la portada d'El Periódico: «Neixen a Barcelona els ocupa-pisos», resava el titular, i afegia: «Pretenen organitzar un moviment». Dos mesos després l'assemblea d'okupes va ocupar un altre bloc, més discretament. Quan feia dos mesos que hi era el col·lectiu ho va fer públic i va explicar que ho havia convertit en un casal social. Els van tornar a fer fora i la cosa va acabar amb detinguts i companys a la presó. Un any i mig després van okupar el número 10 del carrer de Cros 10, convertit en l'Ateneu Alternatiu i Llibertari de Sants, fins que, amb el temps, van guanyar la gestió de l'espai judicialment.
Va marxar de casa als 17 anys i l'abril de 1985 va organitzar el primer concert de Kortatu a Barcelona, a la sala Zeleste del carrer de l'Argenteria. També va portar la comunicació del segell basc Esan Ozenki als Països Catalans i dels grups internacionals que editaven a través de Gora Herriak, com Inadaptats.
Anys més tard, va muntar Hace Color com una associació cultural al voltant del grup Color Humano. Entre els anys 1996 i 1997, quan feia un any que era mànager seu, van decidir utilitzar la petita infraestructura de què disposaven per a donar suport a altres bandes que estiguessin començant i que compartissin actitud amb Color Humano des del punt de vista musical i contracultural. Llavors va començar a treballar amb bandes com Trimelón de Naranjus, el grup on hi havia Muchachito, Banda Jachís, Tatamka, Spook & The Guai, Joxe Ripiau, La Carrau o Cheb Balowski.
El 2004, va fundar amb la seva parella, Amparo Martín, la discogràfica Kasba Music, inspirats per algunes discogràfiques independents com Tralla Records i Esan Ozenki. La seva primera referència va ser el disc Made in Barna de La Kinky Beat, posant de manifest el compromís amb el mestissatge i la fusió musical de l'anomenat «so Barcelona» que divulgaren posteriorment grups com Zulú 9.30, La Pegatina, Bongo Botrako, Muyayo Rif o La Banda del Panda. Kasba Music també ha estat la casa de grups com ara Ràbia Positiva, Ginestà, KOP, Lágrimas de Sangre i Ratpenades.
Sahún va ser també portaveu del col·lectiu «Ojo con tu ojo» encarregat de denunciar públicament l'agressió policial patida per Ester Quintana en la vaga general de 14 de novembre de 2012.

## Obra publicada
- Que pagui Pujol! Una crónica punk de la Barcelona de los 80. Barcelona: La Ciutat Invisible, 2011. ISBN 978-84-938332-2-0.[11]
- Grupos autónomos. Una crónica armada de la transacción democrática. Barcelona: El Lokal, 2013. ISBN 978-84-616-8059-7.[12]
- La torre de la serra. Manresa: Tigre de Paper, 2015. ISBN 978-84-943205-8-3.
- La casa de la selva. Manresa: Tigre de Paper, 2018. ISBN 978-84-16855-12-4.
- La noia del pantà. Manresa: Tigre de Paper: 2018. ISBN 978-84-16855-35-3[13]